# Aléxandros Kondós
Aléxandros Kondós (en grec Αλέξανδρος Κοντός), né en 1960 à Xánthi en Grèce, est un homme politique grec.

## Biographie
Aux élections législatives grecques de janvier 2015, il est élu député au Parlement grec sur la liste de la Nouvelle Démocratie dans la circonscription de Xánthi.